# ريخيل
بلدية ريخيل (بالإسبانية: Régil) هي بلدية تقع في مقاطعة غيبوثكوا التابعة لمنطقة إقليم الباسك شمال إسبانيا.

## الديموغرافيا
بلغ عدد سكان بلدية ريخيل 607 نسمة عام 2011 (وفقاً للمعهد الوطني للإحصاء الإسباني).
| 639 | 631 | 619 | 607 | 633 | 628 | 607 |

## أعلام
- باولينو أوزكودون